# 美国国家安全局
美国国家安全局（英語：National Security Agency，縮寫NSA、國安局）是美國聯邦政府机构中的情报部门，专门负责收集和分析外国及本国通讯资料，隶属于美国国防部，是根据美国总统的命令成立的部门。

## 簡介
美国国家安全局（亦可譯為國家安全總署）负责监听的包括电台广播、通讯、互联网，尤其是军事和外交的秘密通讯，與美国中央情报局合作，是世界上单独雇佣最多数学博士和电脑专家的单位，直到最近，甚至不为美国政府的其他部门所了解，所以它的缩写NSA经常被戏称为“No Such Agency”（無此單位）。
美国国家安全局继承了第二次世界大战中成功破译敌方密码的工作（美國軍情八處）。
美国国家安全局位于马里兰州，在华盛顿特区东北16公里的米德堡，在巴尔的摩至華府的高速公路上有自己单独的出口匝道，“國安局雇员专用”的标志，平时有两辆马里兰州警车守卫，总部每年的用电费用超过2千1百万美元，门前有18,000个停车位。（一般惯例是为来访者保留一半的停车位）。
美国国家安全局分为几个技术区域，有硬件区和软件区，还有一个芯片工厂，一个密码研究区，此外还和几个私营研究机构和设备生产单位有合約联系。

## 历史
1917年6月，赫伯特·亞德利牽頭成立了美国国家安全局的前身美國軍情八處 (MI-8)。1949年5月20日，经参谋长联席会议决定由国防部成立的“軍隊安全局”（Armed Forces Security Agency，AFSA）繼承了之前的軍情八處，负责综合协调下属部门的情报工作，包括“陆军安全局”、“海军安全组”和“空军安全勤務處”，当时没有多大权力。1951年12月10日中央情报局局长给国家安全委员会主席写了一份备忘录，建议成立一个综合的通讯情报部门，建议獲得采纳并开始调研，1952年6月13日调研报告《布朗内尔委员会报告》完成，建议在軍安局（AFSA）基础上成立國安局（NSA），工作范围超出美軍内部。
6月杜鲁门总统签署文件，规定了國安局的工作范围，1952年11月4日正式成立，将国家安全委员会情报组的9人转为國安局的领导机构。这个文件在一代人的时间内一直保密。

## 業務
从技术角度来说，由于现代电话、互联网、传真和卫星通讯，許多都是經由大气，以無線方式輻射传播，均可加以监听。但國安局的指导条令第18条规定没有经过最高法院大法官的书面允许，不得监听和收集“......美国公民、注册公司和组织......”的情报，不得用以对付美国公民。
但國安局在實務上与外国情报机构合作，让其他国家的情报机构收集美国公民的情报再分享，以此避开第18条规定的限制。
同时國安局有时还监视海外美国公民，藉以追蹤國內毒販、重大罪犯、恐怖分子及異議極端分子。

## 电话與網路监听
2005年12月16日，《纽约时报》登载一篇文章，在白宫的压力下和根据美国总统小布什的指令，在没有经过大法官批准的情况下，国家安全局对美国公民向国外通话进行监听，以发现恐怖分子。白宫曾经要求纽约时报不要发表这篇文章，认为会妨碍抓捕恐怖分子，为此文章晚发表了一年。
文章发表后引起国会议员和一些组织的强烈不满，认为违反了美国宪法，要求举办听证会进行调查。白宫新闻秘书拒绝发表评论。2005年12月17日小布什接受了8分钟的电视采访，承认他批准了对电话的监听，他说是“为了国家的安全”，美国人希望他能做“任何在我权力范围内，在宪法和法律允许的条件下，保护他们和他们的自由”，因为现在还存在基地组织的威胁。他指责发表这篇文章的人“没有经过允许发表会危害国家的安全，将我们的人民置于危险之中”。
参议员鲁斯·费英古德在接受电视采访时说：“他是布什总统，不是布什国王，这不是我们具有的和我们为之奋斗的政府体系。”“看起来布什政府以为自己是凌驾于法律之上”。
2006年5月10日《今日美国》报导，國安局營運著世界上最大的数据库，收集了几千万人名、地址和其他信息。
最終因為大規模的監聽問題，維基媒體基金會在2015年3月初狀告國家安全局和美國司法部，指這兩個國家機關違反美國憲法第一修正案和第四修正案，即維基媒體基金會控告美國國家安全局案。